# Le cose belle (album Filippo Graziani)
Le cose belle è il primo album in studio del cantautore italiano Filippo Graziani, pubblicato nel 2014.

## Descrizione
Con il singolo omonimo, l'artista ha partecipa al Festival di Sanremo nella categoria "Nuove proposte".
Il disco è stato premiato con la Targa Tenco 2014 nella sezione "Migliore opera prima.

## Tracce
1. Mutamenti – 3:29
2. Le cose belle – 3:15
3. Fare e disfare – 3:27
4. Nove mesi – 3:33
5. L'effetto – 3:21
6. Cervello – 2:54
7. Un'altra vita – 3:42
8. Brucia – 3:50
9. Satellite – 4:36
10. Paranoia – 3:32
11. E sei così bella (bonus track) (cover di Ivan Graziani) – 3:59